# Vosecká bouda
Vosecká bouda (1250 m n. m., německy Wossecker Baude) je turistická bouda nacházející se v západních Krkonoších, jihovýchodně od skály Tvarožník.

## Historie

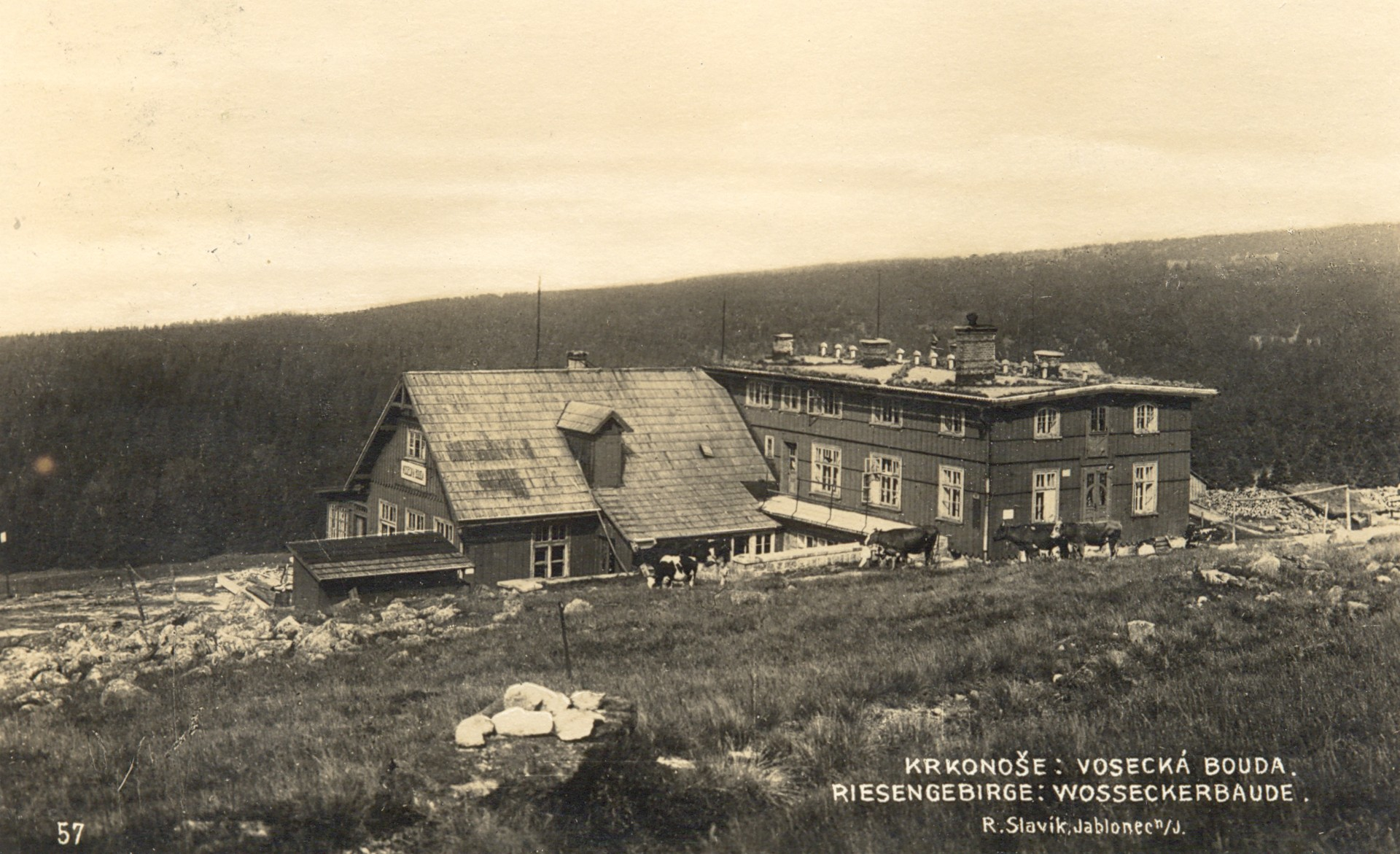
Vosecka bouda ze začátku 20. století

Pravděpodobně roku 1710 byl na místě dnešní boudy postaven seník. Bouda je doložena v Grauparově mapě z roku 1743 (?) pod názvem Františkánská bouda. V okolí boudy se v létě pásl hovězí dobytek a sušilo se zde seno na zimu. Roku 1790 byla bouda přestavěna Václavem Krausem. V této době se nazývala Nová česká bouda. Roku 1830 boudu výrazně rozšířil Jan Kraus. Bouda se nacházela mimo turistické cesty, orientovala se na budní hospodářství, proslulé bylo zdejší máslo a sýry. V roce 1896 došlo již k několikáté přestavbě a bouda se stala oblíbeným místem turistů. Další úpravou bouda prošla v roce 1900, bylo zde zřízeno 6 hostinských pokojů. Roku 1901 hrabě Jan Harrach nechal vybudovat turistickou cestu z Labské boudy, což výrazně zvýšilo návštěvnost boudy. Provozovala se zde i oblíbená jízda na rohačkách údolím Mumlavy do Harrachova. Hrabě Harrach se snažil o počeštění boudy, čemuž se nájemce Endler bránil. Za první republiky bylo Harrachovo panství včetně boudy zestátněno. V době 2. světové války bouda patřila Německé říši. Po válce byla bouda upravena. Jako jedna z mála krkonošských bud nebyla v minulosti postižena požárem.

## Současnost
Vlastníkem boudy je Klub českých turistů, chata je otevřená celoročně, ubytovna má kapacitu 37 lůžek. Objekt není připojen do elektrické sítě, výrobu elektřiny zajišťuje vlastní agregát.

## Přístupové cesty

Němá značka Vosecká bouda

- žlutě značená trasa od Tvarožníku (0,5 km), kudy prochází hřebenová Cesta česko-polského přátelství
- žlutě značená trasa z Rokytnice nad Jizerou (10,5 km) – napojuje se na ni modře značená trasa údolím Mumlavy z Harrachova
- zeleně značená trasa od pramene Labe a z Labské louky (2,5 km)
- zeleně značená trasa z polských Jakuszyc
- bouda leží na trase zimní krkonošské magistrály z Harrachova na Horní Mísečky